# روستن (آلبانی)
روستن (به لاتین: Posten) یک روستا در آلبانی است که در استان اسکراپار واقع شده‌است.